# Halobatinae
Halobatinae je podfamilija vodomera.

## Tribes and selected genera
Izvor:
- Halobatini
- Metrocorini

## Spoljašnje veze
- Mediji vezani za članak Halobatinae na Vikimedijinoj ostavi